# Osterburg (Weida)
Osterburg este o cetate care se află pe o ridicătură în centrul orașului Weida din Greiz (district), Germania